# Silvia Bussoli
Silvia Bussoli (ur. 22 listopada 1993 w Pavullo nel Frignano) – włoska siatkarka, grająca na pozycji przyjmującej. 